# Mycetophila acarisi
Mycetophila acarisi är en tvåvingeart som beskrevs av Lane 1958. Mycetophila acarisi ingår i släktet Mycetophila och familjen svampmyggor. Inga underarter finns listade i Catalogue of Life.